# Beynac-et-Cazenac
Pour l’article homonyme, voir Beynac.
Beynac-et-Cazenac est une commune française située dans le département de la Dordogne, en région Nouvelle-Aquitaine.
Beynac est le siège de l'une des quatre anciennes baronnies du Périgord. La commune fait partie de l'association Les Plus Beaux Villages de France.

## Géographie

### Généralités
Dans le quart sud-est du département de la Dordogne, en Périgord noir, la commune de Beynac-et-Cazenac est bordée au sud-est par la Dordogne. C'est une commune rurale qui fait partie de l'aire d'attraction de Sarlat-la-Canéda, zonage d’étude défini par l'Insee, qui a remplacé en 2020 l'aire urbaine de Sarlat-la-Canéda dont elle faisait partie.
Traversé par la route départementale 703 (l'ancienne route nationale 703), qui fait l'objet d'un projet de contournement contesté (voir conflit d'aménagement de la route départementale 703), le bourg de Beynac est situé, en distances orthodromiques, huit kilomètres au sud-ouest de Sarlat-la-Canéda, et autant à l'est-sud-est de Saint-Cyprien. Le village de Cazenac se trouve trois kilomètres plus au nord-nord-ouest.

### Communes limitrophes
Beynac-et-Cazenac est limitrophe de cinq autres communes.
| Castels et Bézenac     | Saint-André-d'Allas    |       |
|                        | Beynac-et-Cazenac      | Vézac |
| Saint-Vincent-de-Cosse | Castelnaud-la-Chapelle |       |

### Géologie et relief

#### Géologie
Situé sur la plaque nord du Bassin aquitain et bordé à son extrémité nord-est par une frange du Massif central, le département de la Dordogne présente une grande diversité géologique. Les terrains sont disposés en profondeur en strates régulières, témoins d'une sédimentation sur cette ancienne plate-forme marine. Le département peut ainsi être découpé sur le plan géologique en quatre gradins différenciés selon leur âge géologique. Beynac-et-Cazenac est située dans le troisième gradin à partir du nord-est, un plateau formé de calcaires hétérogènes du Crétacé.
Les couches affleurantes sur le territoire communal sont constituées de formations superficielles du Quaternaire datant du Cénozoïque et de roches sédimentaires du Mésozoïque. La formation la plus ancienne, notée c2c, date du Turonien moyen à supérieur, composée de calcaires cryptocristallins, calcaires gréseux à rudistes et marnes à huîtres et à rhynchonelles. La formation la plus récente, notée Fy3-z, fait partie des formations superficielles de type alluvions subactuelles à actuelles. Le descriptif de ces couches est détaillé dans  la feuille « no 808 - Sarlat-la-Canéda » de la carte géologique au 1/50 000 de la France métropolitaine, et sa notice associée.

Carte géologique de Beynac-et-Cazenac.

#### Relief et paysages
Le département de la Dordogne se présente comme un vaste plateau incliné du nord-est (491 m, à la forêt de Vieillecour dans le Nontronnais, à Saint-Pierre-de-Frugie) au sud-ouest (2 m à Lamothe-Montravel). L'altitude du territoire communal varie quant à elle entre 53 m et 288 m,.
Dans le cadre de la Convention européenne du paysage entrée en vigueur en France le 1er juillet 2006, renforcée par la loi du 8 août 2016 pour la reconquête de la biodiversité, de la nature et des paysages, un atlas des paysages de la Dordogne a été élaboré sous maîtrise d’ouvrage de l’État et publié en octobre 2020. Les paysages du département s'organisent en huit unités paysagères et 14 sous-unités. La commune fait partie du Périgord noir, un paysage vallonné et forestier, qui ne s’ouvre que ponctuellement autour de vallées-couloirs et d’une multitude de clairières de toutes tailles. Il s'étend du nord de la Vézère au sud de la Dordogne (en amont de Lalinde) et est riche d’un patrimoine exceptionnel.
La superficie cadastrale de la commune publiée par l'Insee, qui sert de référence dans toutes les statistiques, est de 12,74 km2,,. La superficie géographique, issue de la BD Topo, composante du Référentiel à grande échelle produit par l'IGN, est quant à elle de 13,07 km2.

### Hydrographie

#### Réseau hydrographique
La commune est située dans le bassin de la Dordogne au sein du Bassin Adour-Garonne. Elle est drainée par la Dordogne, le ruisseau de Pontou, le Béringot, le ruisseau du Brudou et le ruisseau du Treuil, qui constituent un réseau hydrographique de 10,5 km de longueur totale,. Elle borde la commune au sud sur moins de deux klilomètres, face à Castelnaud-la-Chapelle.
La Dordogne, d'une longueur totale de 483,1 km, prend naissance sur les flancs du puy de Sancy (1 885 m), dans la chaîne des monts Dore, traverse six départements dont la Dordogne dans sa partie sud, et conflue avec la Garonne à Bayon-sur-Gironde, pour former l'estuaire de la Gironde,. Elle borde la commune au sud-est sur un kilomètre et demi face à Castelnaud-la-Chapelle.
Trois de ses affluents de rive droite arrosent le territoire communal : 
- le ruisseau de Pontou au sud-est sur 850 mètres,
- le ruisseau du Brudou qui prend sa source 750 mètres au nord-est de Cazenac, arrosant la commune en direction du sud sur plus de deux kilomètres et demi, dont 300 mètres face à Saint-Vincent-de-Cosse,
- le Béringot qui prend sa source 600 mètres au sud-ouest de Cazenac, dans l'ouest du territoire communal qu'il baigne sur près d'un kilomètre.

Affluent de rive droite du ruisseau de Pontou, le ruisseau du Treuil baigne l'est de la commune sur deux kilomètres et demi, servant partiellement de limite face à Vézac.

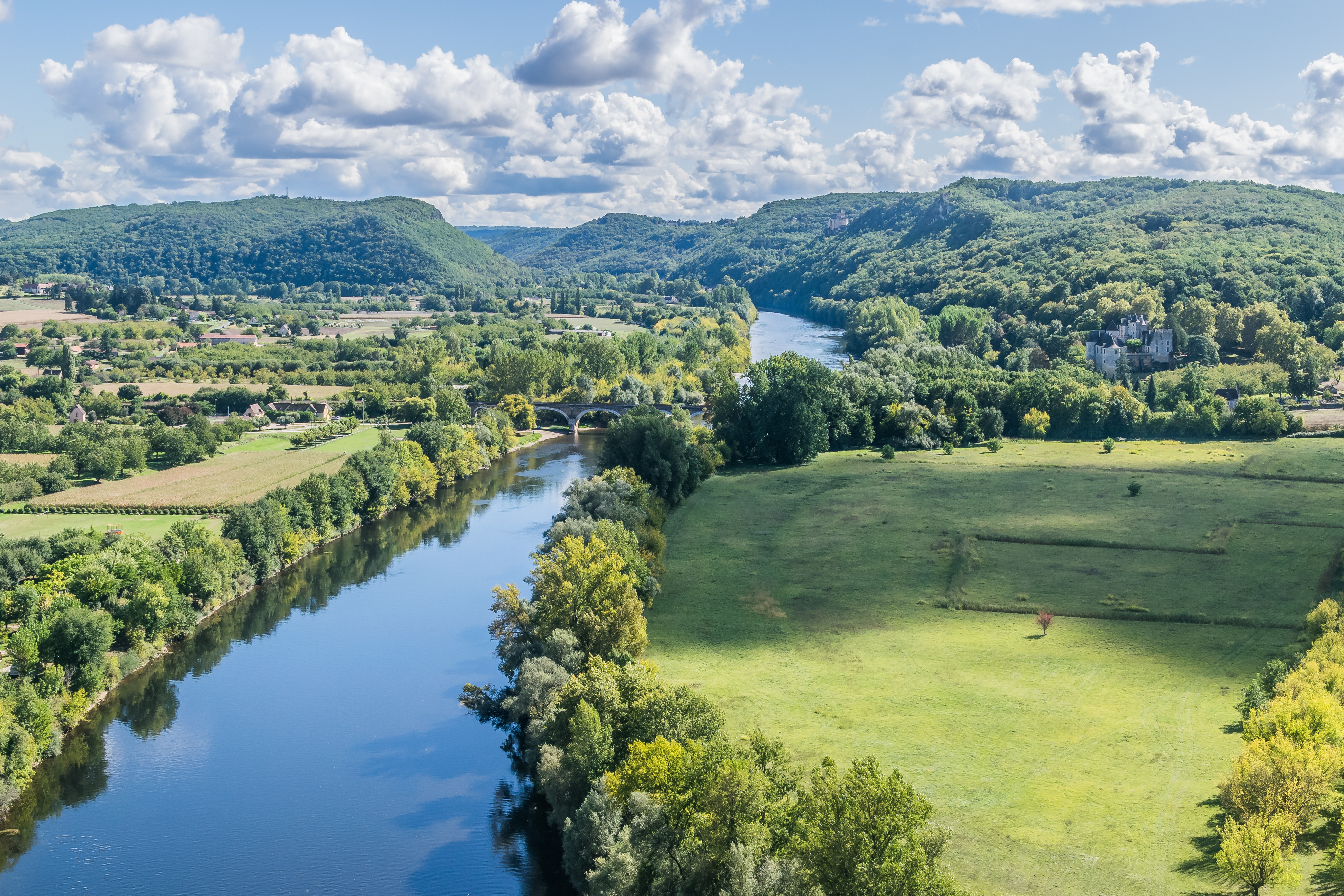
La Dordogne vue depuis le château de Beynac.
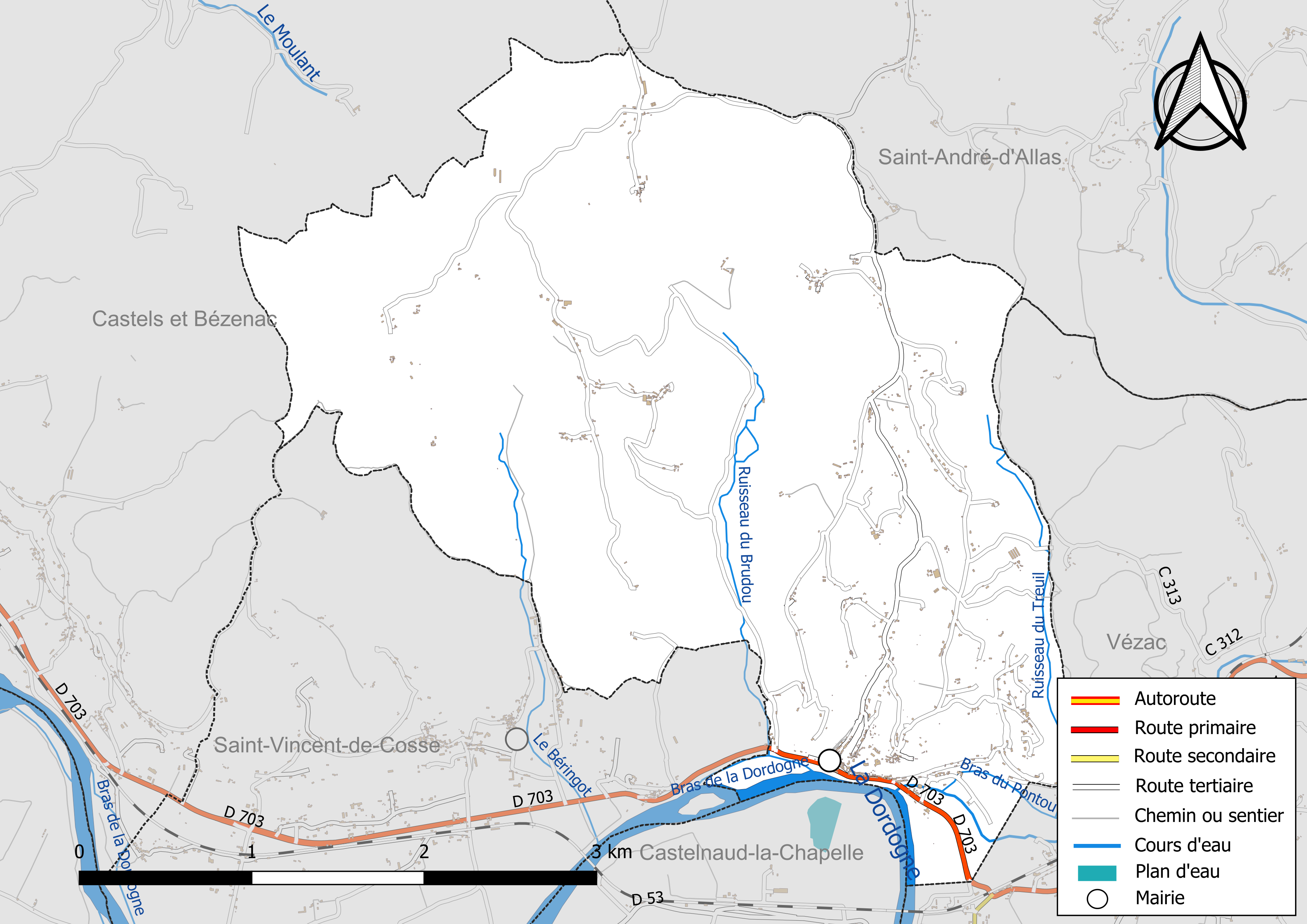
Réseaux hydrographique et routier de Beynac-et-Cazenac.
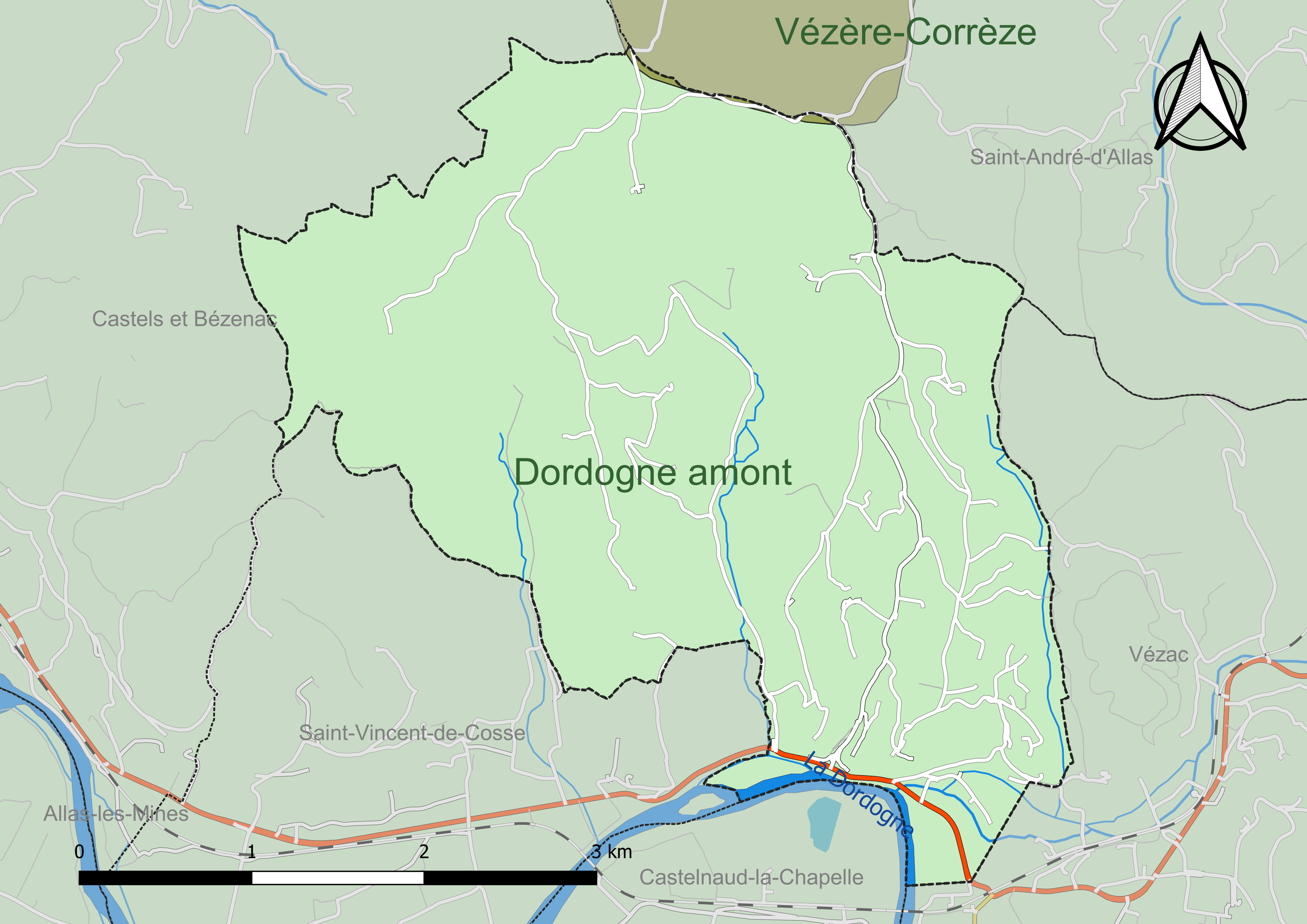
Carte des schémas d'aménagement et de gestion des eaux (SAGE) couvrant le territoire communal de Beynac-et-Cazenac.

#### Gestion et qualité des eaux
Le territoire communal est couvert par les schémas d'aménagement et de gestion des eaux (SAGE) « Dordogne amont » et « Vézère-Corrèze ». Le SAGE « Dordogne amont », dont le territoire s'étend des sources de la Dordogne jusqu'à la confluence de la Vézère à Limeuil, d'une superficie de 9 700 km2 est en cours d'élaboration. La structure porteuse de l'élaboration et de la mise en œuvre est l'établissement public territorial de bassin de la Dordogne (EPIDOR). Le SAGE « Vézère-Corrèze », dont le territoire regroupe les bassins versants de la Vézère et de la Corrèze, d'une superficie de 3 730 km2 est en cours d'élaboration. La structure porteuse de l'élaboration et de la mise en œuvre est le conseil départemental de la Corrèze. Ils définissent chacun sur leur territoire les objectifs généraux d’utilisation, de mise en valeur et de protection quantitative et qualitative des ressources en eau superficielle et souterraine, en respect des objectifs de qualité définis dans le troisième SDAGE  du Bassin Adour-Garonne qui couvre la période 2022-2027, approuvé le 10 mars 2022.
La quasi-totalité du territoire communal dépend du SAGE Dordogne amont, seule une infime partie au nord, limitrophe de Saint-André-d'Allas, étant rattachée au SAGE Vézère-Corrèze.
La qualité des eaux de baignade et des cours d’eau peut être consultée sur un site dédié géré par les agences de l’eau et l’Agence française pour la biodiversité.

### Climat
Pour des articles plus généraux, voir Climat de la Nouvelle-Aquitaine et Climat de la Dordogne.
Historiquement, la commune est exposée à un climat océanique aquitain.  
En 2020, Météo-France publie une typologie des climats de la France métropolitaine dans laquelle la commune est exposée à un climat océanique altéré et est dans la région climatique  Aquitaine, Gascogne, caractérisée par une pluviométrie abondante au printemps, modérée en automne, un faible ensoleillement au printemps, un été chaud (19,5 °C), des vents faibles, des brouillards fréquents en automne et en hiver et des orages fréquents en été (15 à 20 jours).
Pour la période 1971-2000, la température annuelle moyenne est de 12,9 °C, avec  une amplitude thermique annuelle de 15,2 °C. Le cumul annuel moyen de précipitations est de 918 mm, avec 12,1 jours de précipitations en janvier et 6,4 jours en juillet. Pour la période 1991-2020, la température moyenne annuelle observée sur la station météorologique la plus proche, située sur la commune de Pays de Belvès à 13 km à vol d'oiseau, est de 13,0 °C et le cumul annuel moyen de précipitations est de 888,2 mm,. Pour l'avenir, les paramètres climatiques de la commune estimés pour 2050 selon différents scénarios d’émission de gaz à effet de serre sont consultables sur un site dédié publié par Météo-France en novembre 2022.

### Milieux naturels et biodiversité

#### Natura 2000
La Dordogne est un site du réseau Natura 2000 limité aux départements de la Dordogne et de la Gironde, et qui concerne les 103 communes riveraines de la Dordogne, dont Beynac-et-Cazenac,. Seize espèces animales et une espèce végétale inscrites à l'annexe II de la directive 92/43/CEE de l'Union européenne y ont été répertoriées.
La zone Coteaux calcaires de la vallée de la Dordogne, qui s'étend au total sur 3 686 hectares et est partagée avec vingt-quatre autres communes, fait également partie du réseau Natura 2000,. Deux espèces de chauves-souris inscrites à l'annexe II de la directive 92/43/CEE de l'Union européenne y ont été répertoriées : le Grand rhinolophe (Rhinolophus ferrumequinum) et le Petit rhinolophe (Rhinolophus hipposideros). Sur la commune, elle s'étend sur environ un kilomètre carré et demi et correspond aux coteaux situés au nord de la route départementale 703, en deux sites séparés, notamment le long du ruisseau de Pontou — et de son affluent le ruisseau du Treuil — et du ruisseau du Brudou.

#### ZNIEFF
Beynac-et-Cazenac fait partie des 102 communes concernées par la zone naturelle d'intérêt écologique, faunistique et floristique (ZNIEFF) de type II « La Dordogne »,, dans laquelle ont été répertoriées huit espèces animales déterminantes et cinquante-sept espèces végétales déterminantes, ainsi que quarante-trois autres espèces animales et trente-neuf autres espèces végétales.

## Urbanisme

### Typologie
Au 1er janvier 2024, Beynac-et-Cazenac est catégorisée commune rurale à habitat très dispersé, selon la nouvelle grille communale de densité à 7 niveaux définie par l'Insee en 2022.
Elle est située hors unité urbaine. Par ailleurs la commune fait partie de l'aire d'attraction de Sarlat-la-Canéda, dont elle est une commune de la couronne,. Cette aire, qui regroupe 45 communes, est catégorisée dans les aires de moins de 50 000 habitants,.

### Occupation des sols
L'occupation des sols de la commune, telle qu'elle ressort de la base de données européenne d’occupation biophysique des sols Corine Land Cover (CLC), est marquée par l'importance des forêts et milieux semi-naturels (66,5 % en 2018), une proportion identique à celle de 1990 (66,5 %). La répartition détaillée en 2018 est la suivante : 
forêts (66,5 %), zones agricoles hétérogènes (28,7 %), terres arables (1,8 %), prairies (1,6 %), eaux continentales (1,3 %). L'évolution de l’occupation des sols de la commune et de ses infrastructures peut être observée sur les différentes représentations cartographiques du territoire : la carte de Cassini (XVIIIe siècle), la carte d'état-major (1820-1866) et les cartes ou photos aériennes de l'IGN pour la période actuelle (1950 à aujourd'hui).

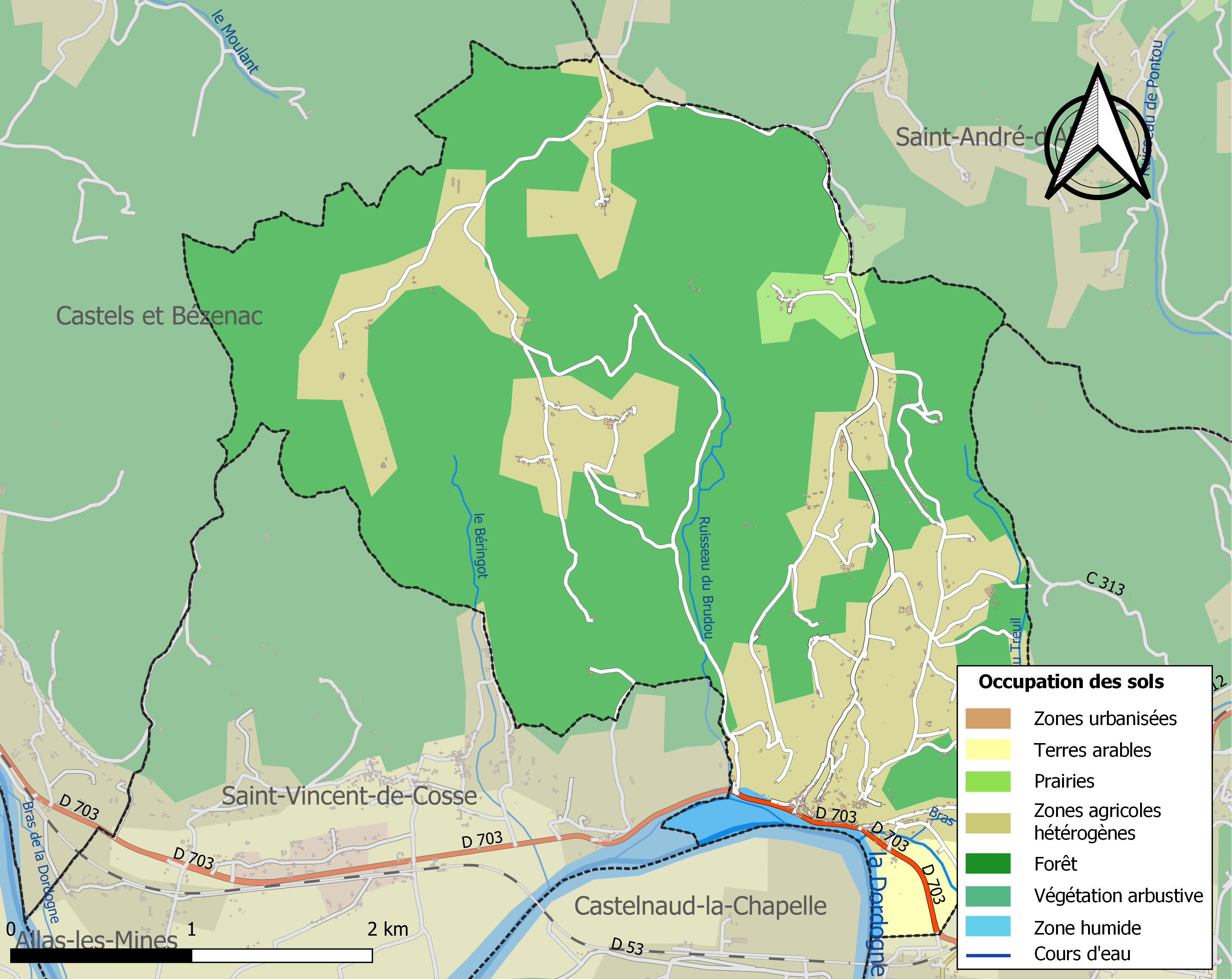
Carte des infrastructures et de l'occupation des sols de la commune en 2018 (CLC).

### Voies de communication et transports

#### Conflit d'aménagement de la route départementale 703

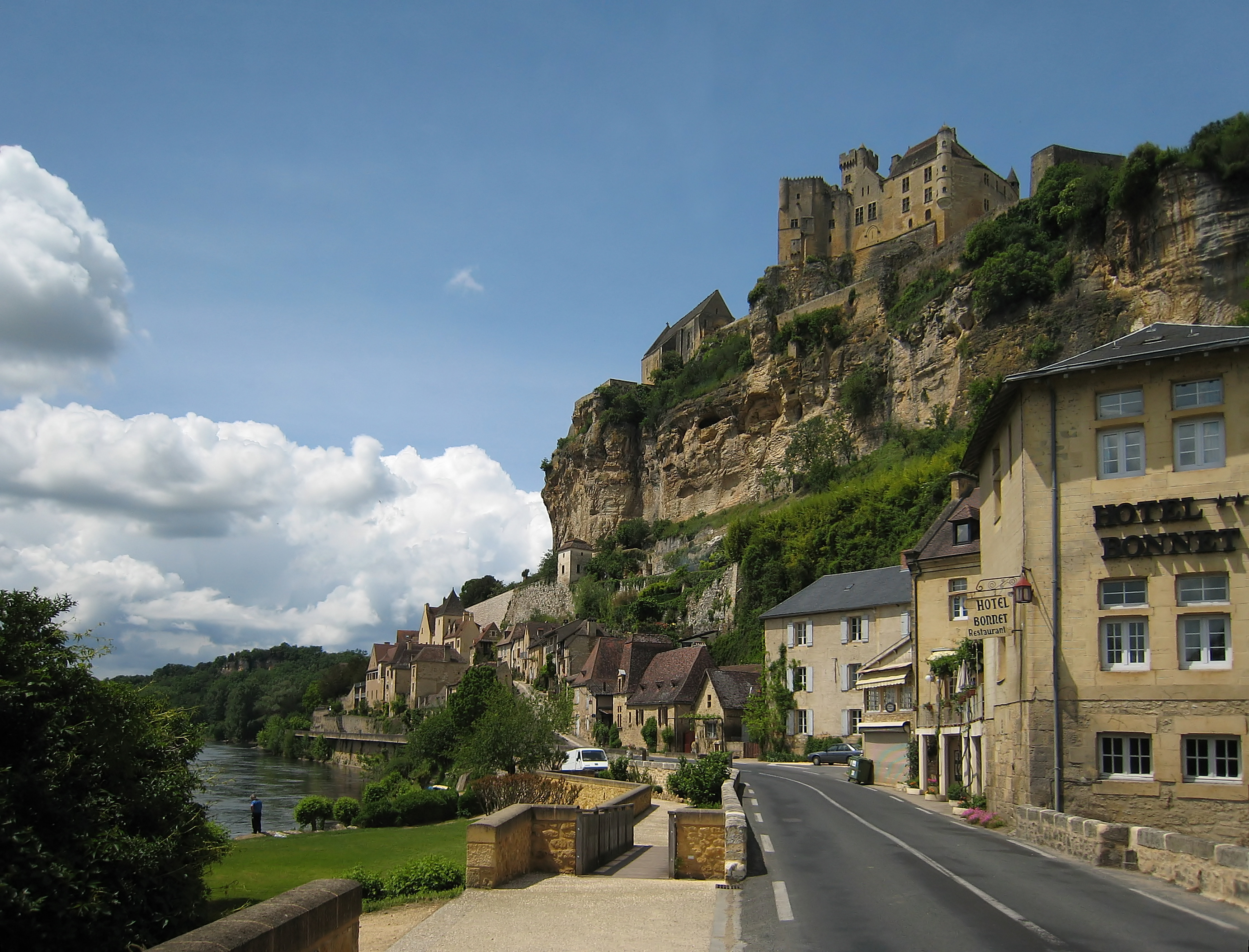
La route départementale 703 dans sa traversée de Beynac.

Une déviation devait permettre de désengorger la route départementale 703 dans sa traversée de Beynac, qui figure parmi Les Plus Beaux Villages de France, où en été circulent quotidiennement plus de 10 000 véhicules entre falaise et Dordogne. Avec la réalisation d'un passage sous la voie ferrée et de deux ponts sur la Dordogne, son coût estimé à trente-deux millions d'euros est particulièrement élevé. Les travaux de ce tronçon, d'une longueur de 3,2 km, auraient dû s'effectuer de 2017 à 2020. Le projet a suscité une forte opposition de différents acteurs de la vallée, provoquant de fait un conflit d'aménagement. Le 29 janvier 2018, la préfète de la Dordogne autorise les travaux mais le Conseil d'État décide le 28 décembre 2018 de suspendre le chantier en cours, alors que cinq piles de pont ont déjà été coulées et que quinze millions d'euros ont déjà été payés. Le tribunal administratif de Bordeaux, dans une décision rendue le 9 avril 2019, ne suit pas les conclusions de son rapporteur public et déclare que la déviation « ne répond pas à une raison impérative d'intérêt public présentant un caractère majeur ». Il demande au département de la Dordogne la destruction des piles de pont déjà mises en chantier et une restauration du site à son état d'origine. Néanmoins, le président du conseil départemental persiste à poursuivre le chantier et fait appel du jugement. Le 10 décembre 2019, la cour administrative d'appel de Bordeaux confirme le jugement du tribunal administratif en annulant le projet et ordonnant la démolition des travaux engagés et la remise en état des lieux sous délai d'un an, ce qui à terme devrait représenter quarante-cinq millions d'euros de dépenses. Le 29 juin 2020, le Conseil d'État valide la décision de la Cour d'appel et le 1er juillet, la préfecture de la Dordogne publie un arrêté prévoyant les conditions de remise en état des lieux sur les communes de Castelnaud-la-Chapelle, Vézac et Saint-Vincent-de-Cosse. Le 7 juillet 2022, la cour administrative d'appel de Bordeaux met le département en demeure de commencer les travaux de remise en état des sites dans un délai de six mois, et de les terminer pour le 7 juillet 2023, avec astreinte journalière de 3 000 euros en cas de non-respect de la première décision, et de 5 000 euros si non-respect de la seconde. Le jour même, le conseil départemental de la Dordogne annonce qu'il a déposé auprès du préfet un nouvel arrêté d'autorisation des travaux.
Le 20 juin 2023, Le rapporteur public demande à la cour administrative d'appel de Bordeaux d'imposer le paiement de l'astreinte (489 000 euros à ce jour) pour non commencement des travaux de remise en état. Le 4 juillet 2023, la cour administrative d'appel de Bordeaux demande la liquidation de ces astreintes, la somme étant à redistribuer en trois parts égales de 163 000 euros à destination de la société Newell Entreprises (château de Fayrac), Nathalie Newell et Philippe d'Eaubonne d'une part, pour l'association La Demeure historique d'autre part, et enfin pour la Société pour l’étude, la protection et l’aménagement de la nature dans le Sud-Ouest (SEPANSO) Dordogne et l'association de défense de la vallée de la Dordogne.
Le 29 décembre 2023, le conseil départemental de la Dordogne dépose une demande de recours indemnitaire contre l'État devant le tribunal administratif de Bordeaux pour « la réparation des préjudices subis à la suite de l'annulation de l'arrêté préfectoral du 29 janvier 2018 autorisant les travaux du contournement de Beynac ».
Le 16 avril 2024, la cour administrative d'appel de Bordeaux condamne le conseil départemental à payer 1,433 million d'euros pour ne pas avoir réalisé les travaux de démolition, 500 000 euros étant destinés aux requérants et 933 000 euros au budget de l'État. Le conseil départemental dépose alors un nouveau projet, avec un tracé identique comprenant des pistes cyclables, une nouvelle gare et des navettes électriques, qui reçoit l'accord de la Préfecture le 5 novembre.

### Villages, hameaux et lieux-dits
Outre le bourg de Beynac proprement dit, le territoire se compose d'autres villages ou hameaux, ainsi que de lieux-dits :
- Belgarrit
- Béringot
- Béringot Haut
- le Brudou
- le Brugen
- Campredon
- Carvès
- le Castanet
- le Cayre
- Cazenac
- Claud de Calais
- le Clauzel
- Cognat
- Combe de Brague
- Combe Gorgue
- les Combes
- Cosse
- le Couderc
- le Double
- la Fage
- Forêt d'Abrillac
- les Garrigues
- le Grand Garrit
- les Grands Picadis
- la Grange
- Grotte de Cro Bique
- Jardins de Haute Terre
- Laborie
- la Lande
- Langlade
- Masclercy
- le Mayne
- la Patte-d'Oie
- Pécanut
- Pech Viel
- le Persillier
- le Peyrat
- la Porte
- le Roc
- la Russaume
- Tral Pech
- le Treuil
- le Vignal.

### Prévention des risques
Le territoire de la commune de Beynac-et-Cazenac est vulnérable à différents aléas naturels : météorologiques (tempête, orage, neige, grand froid, canicule ou sécheresse), inondations, feux de forêts, mouvements de terrains et séisme (sismicité très faible). Il est également exposé à un risque technologique, la rupture d'un barrage. Un site publié par le BRGM permet d'évaluer simplement et rapidement les risques d'un bien localisé soit par son adresse soit par le numéro de sa parcelle.

#### Risques naturels
Certaines parties du territoire communal sont susceptibles d’être affectées par le risque d’inondation par débordement de cours d'eau, notamment la Dordogne. La commune a été reconnue en état de catastrophe naturelle au titre des dommages causés par les inondations et coulées de boue survenues en 1982, 1985, 1990, 1993, 1999 et 2021,. Le risque inondation est pris en compte dans l'aménagement du territoire de la commune par le biais du plan de prévention des risques inondation (PPRI) de la « vallée de la Dordogne amont »  approuvé le 15 avril 2011, pour les crues de la Dordogne,.
Beynac-et-Cazenac est exposée au risque de feu de forêt. L’arrêté préfectoral du 14 mars 2013 fixe les conditions de pratique des incinérations et de brûlage dans un objectif de réduire le risque de départs d’incendie. À ce titre, des périodes sont déterminées : interdiction totale du 15 février au 15 mai et du 15 juin au 15 octobre, utilisation réglementée du 16 mai au 14 juin et du 16 octobre au 14 février. En septembre 2020, un plan inter-départemental de protection des forêts contre les incendies (PidPFCI) a été adopté pour la période 2019-2029,.

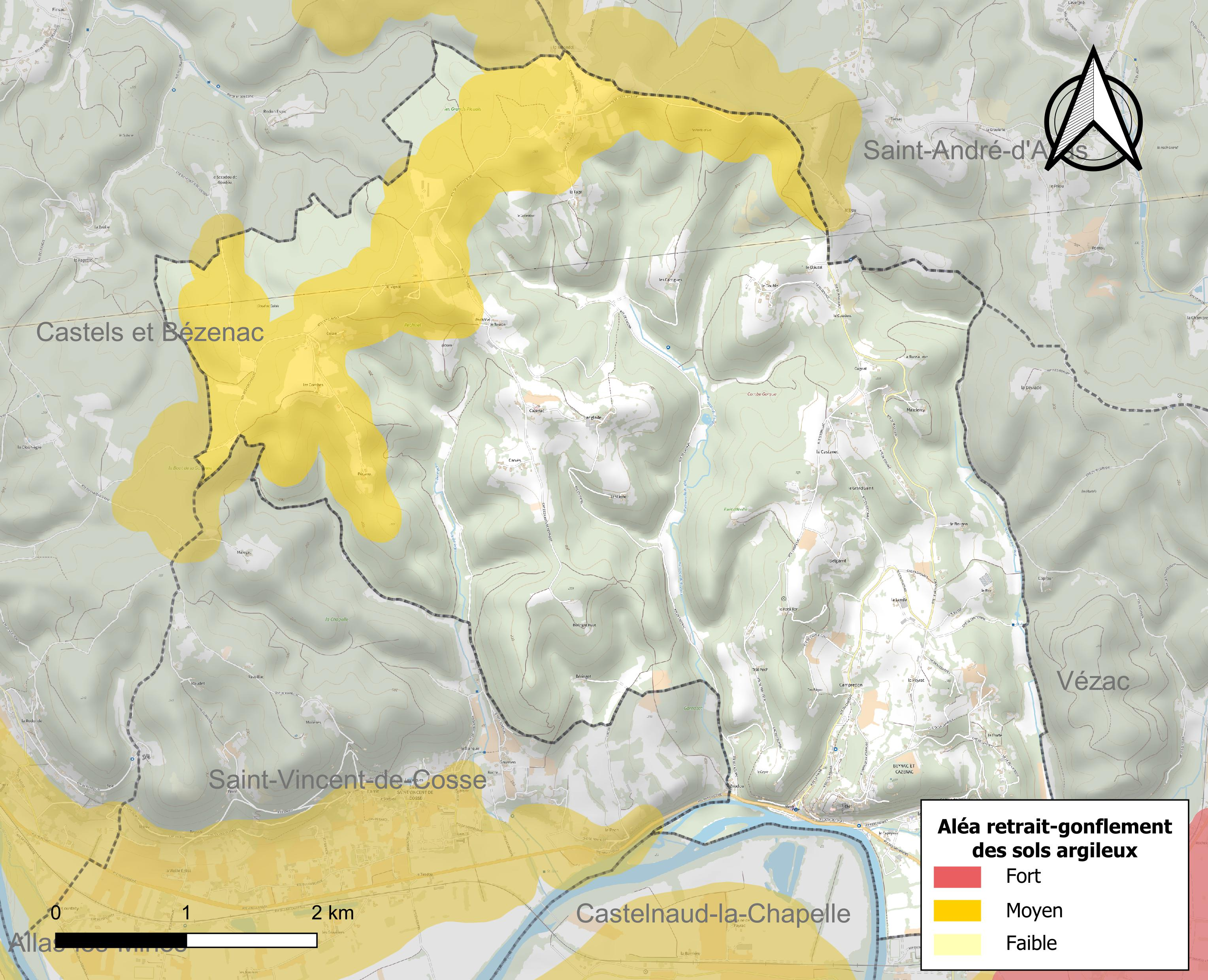
Carte des zones d'aléa retrait-gonflement des sols argileux de Beynac-et-Cazenac.

Les mouvements de terrains susceptibles de se produire sur la commune sont des tassements différentiels. Le retrait-gonflement des sols argileux est susceptible d'engendrer des dommages importants aux bâtiments en cas d’alternance de périodes de sécheresse et de pluie. 19 % de la superficie communale est en aléa moyen ou fort (58,6 % au niveau départemental et 48,5 % au niveau national métropolitain). Depuis le 1er octobre 2020, en application de la loi ÉLAN, différentes contraintes s'imposent aux vendeurs, maîtres d'ouvrages ou constructeurs de biens situés dans une zone classée en aléa moyen ou fort,.
La commune a été reconnue en état de catastrophe naturelle au titre des dommages causés par la sécheresse en 1989 et 1992, par des mouvements de terrain en 1999 et 2021 et par des glissements de terrain en 1993.

#### Risque technologique
La commune est en outre située en aval du barrage de Bort-les-Orgues, un ouvrage de classe A situé dans le département de la Corrèze et faisant l'objet d'un PPI depuis 2009. À ce titre elle est susceptible d’être touchée par l’onde de submersion consécutive à la rupture de cet ouvrage.

## Toponymie
Localité transcrite Beinacum en 1147.
En occitan, la commune porte le nom de Bainac e Casenac.

## Histoire
La première mention historique de Beynac date de 1115, époque où Maynard de Beynac, fait un don aux religieuses de Fontevrault. Toute l'histoire du village et plus généralement celle du Périgord noir se rattache à l'histoire de l'ancienne famille de Beynac.
Simon de Montfort s'emparera du château à la fin du XIIe siècle, lors de croisade des Albigeois mais les Beynac le récupèreront grâce à l'intervention de Philippe Auguste en 1217 et il restera en leur possession jusqu'en 1761.
La famille de Beynac s'éteignit en 1753 avec Pierre dernier marquis de Beynac qui épousa en 1727 Anne-Marie Boucher, dont il eut deux filles: Julie qui épousa le marquis de Castelnau et Claude-Marie qui épousa en 1761 Christophe Marie de Beaumont du Repaire.
La famille de Beaumont du Repaire ajouta Beynac à son nom et porte depuis le titre de courtoisie de marquis de Beaumont-Beynac. L'un de ses descendants vendra le château en 1961. C'est l'un des plus beaux fleurons de l'architecture médiévale en Périgord.
En 1827, les communes de Beynac et de Cazenac ont fusionné sous le nom de Beynac-et-Cazenac.
En 1957, l'administration française des Postes, télégraphes et téléphones  a émis un timbre d'une valeur de 18 francs représentant le village de Beynac, sur lequel le nom de la commune est écrit Beynac-Cazenac.

## Politique et administration

### Administration municipale
La population de la commune étant comprise entre 500 et 1 499 habitants au recensement de 2017, quinze conseillers municipaux ont été élus en 2020,.

### Liste des maires

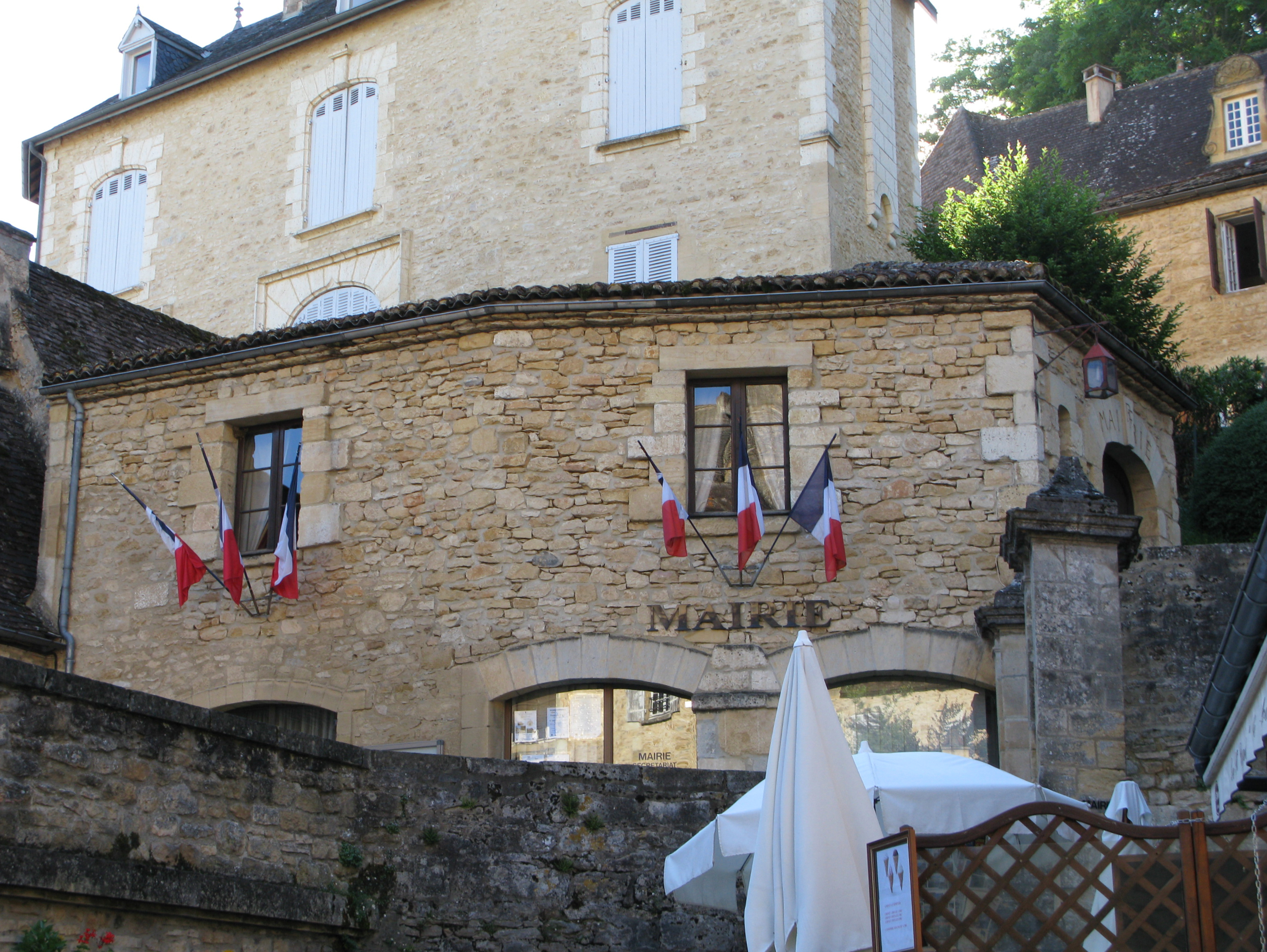
La mairie.

| Période                                  | Période  | Identité             | Étiquette | Qualité                          |
| ---------------------------------------- | -------- | -------------------- | --------- | -------------------------------- |
| Les données manquantes sont à compléter. |          |                      |           |                                  |
|                                          |          |                      |           |                                  |
| 1925                                     | 1945     | Pierre Bonnet        |           |                                  |
| 1945                                     | 1965     | Pierre-André Labrune |           |                                  |
| 1965                                     | 1984     | Philippe Rossillon   |           |                                  |
| 1984                                     | 1995     | Max Albospeyre       |           | Général                          |
| 1995                                     | 2001     | Philippe Berubé      |           | Ingénieur                        |
| décembre 2001                            | mai 2020 | Alain Passerieux     | SE        | Professeur d'histoire-géographie |
| mai 2020                                 | En cours | Serge Parre          |           |                                  |

### Jumelages
- Sundhouse (France) depuis 1985[Note 9]

### Politique patrimoniale et environnementale
La commune fait partie de l'association Les Plus Beaux Villages de France.
Dans son palmarès 2024, le Conseil national de villes et villages fleuris de France a attribué une fleur à la commune.

## Équipements et services publics

### Justice
Dans le domaine judiciaire, Beynac-et-Cazenac relève : 
- du tribunal de proximité de Sarlat-la-Canéda ;
- du tribunal judiciaire, du tribunal pour enfants, du conseil de prud'hommes et du tribunal de commerce de Bergerac ;
- du pôle Nationalité du tribunal judiciaire de Périgueux (compétent uniquement dans le domaine de la nationalité) ;
- de la cour d'appel et de la  cour administrative d'appel de Bordeaux.

## Population et société

### Démographie
Les habitants de Beynac-et-Cazenac se nomment les Beynacois-et-Cazenacois.
Jusqu'en 1827, les communes de Beynac et de Cazenac étaient indépendantes.

#### Démographie de Cazenac
| 1793 | 1800 | 1806 | 1821 |
| ---- | ---- | ---- | ---- |
| 212  | 164  | 159  | 181  |

#### Démographie de Beynac, puis de Beynac-et-Cazenac
L'évolution du nombre d'habitants est connue à travers les recensements de la population effectués dans la commune depuis 1793. Pour les communes de moins de 10 000 habitants, une enquête de recensement portant sur toute la population est réalisée tous les cinq ans, les populations de référence des années intermédiaires étant quant à elles estimées par interpolation ou extrapolation. Pour la commune, le premier recensement exhaustif entrant dans le cadre du nouveau dispositif a été réalisé en 2007.

En 2022, la commune comptait 447 habitants, en évolution de −18,73 % par rapport à 2016 (Dordogne : +0,37 %, France hors Mayotte : +2,11 %).
| 1793 | 1800 | 1806 | 1821 | 1831 | 1836 | 1841 | 1846 | 1851 |
| ---- | ---- | ---- | ---- | ---- | ---- | ---- | ---- | ---- |
| 555  | 518  | 506  | 560  | 739  | 750  | 800  | 810  | 865  |

| 1856 | 1861 | 1866 | 1872 | 1876 | 1881 | 1886 | 1891 | 1896 |
| ---- | ---- | ---- | ---- | ---- | ---- | ---- | ---- | ---- |
| 712  | 755  | 800  | 740  | 691  | 679  | 640  | 635  | 615  |

| 1901 | 1906 | 1911 | 1921 | 1926 | 1931 | 1936 | 1946 | 1954 |
| ---- | ---- | ---- | ---- | ---- | ---- | ---- | ---- | ---- |
| 568  | 565  | 550  | 450  | 484  | 438  | 413  | 397  | 352  |

| 1962 | 1968 | 1975 | 1982 | 1990 | 1999 | 2006 | 2007 | 2012 |
| ---- | ---- | ---- | ---- | ---- | ---- | ---- | ---- | ---- |
| 355  | 410  | 411  | 460  | 498  | 506  | 511  | 511  | 552  |

| 2017 | 2022 | - | - | - | - | - | - | - |
| ---- | ---- | - | - | - | - | - | - | - |
| 547  | 447  | - | - | - | - | - | - | - |

## Économie

### Emploi
En 2015, parmi la population communale comprise entre 15 et 64 ans, les actifs représentent 219 personnes, soit 39,7 % de la population municipale. Le nombre de chômeurs (trente-cinq) a augmenté par rapport à 2010 (trente-trois) et le taux de chômage de cette population active s'établit à 16,1 %.

### Établissements
Au 31 décembre 2015, la commune compte 88 établissements, dont 62 au niveau des commerces, transports ou services, neuf dans l'agriculture, la sylviculture ou la pêche, six relatifs au secteur administratif, à l'enseignement, à la santé ou à l'action sociale, six dans l'industrie, et cinq dans la construction.

## Culture locale et patrimoine

### Lieux et monuments

#### Patrimoine civil
- Château de Beynac, XIIe siècle, XVIIe siècle, classé aux monuments historiques le 11 février 1944[93], visitable.
- La cabane en pierre sèche au Persillier.

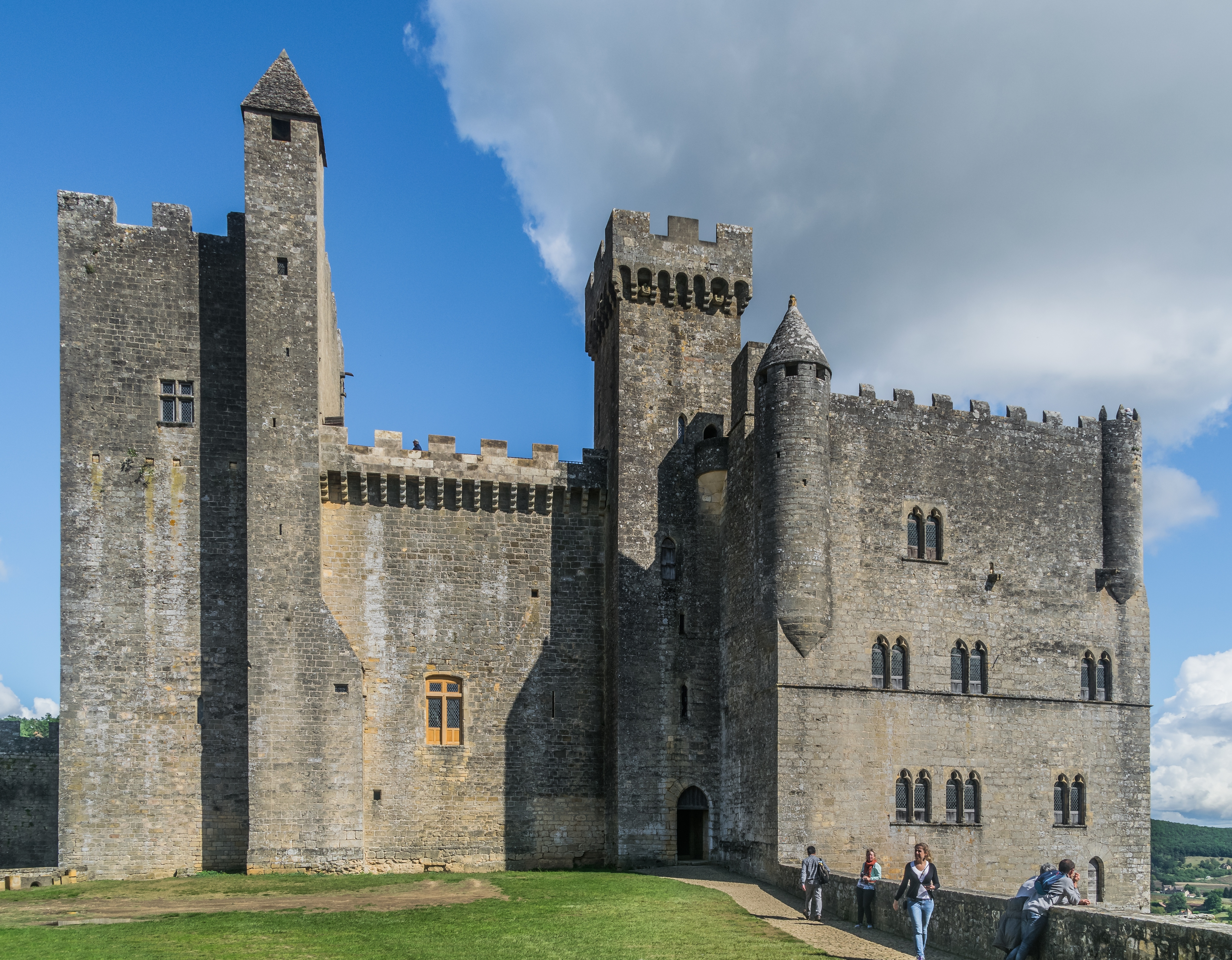
Le château de Beynac.
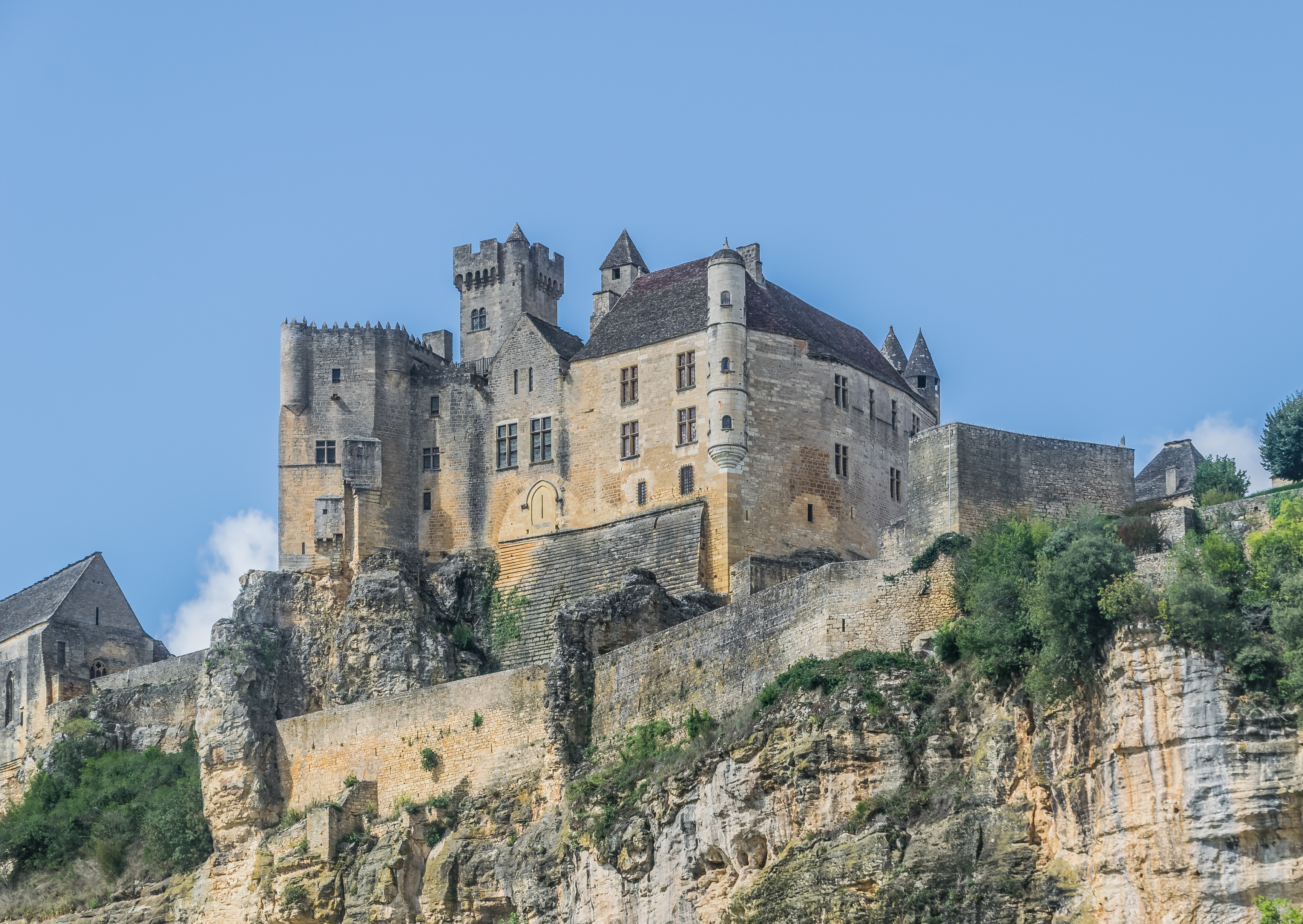
Le château de Beynac.
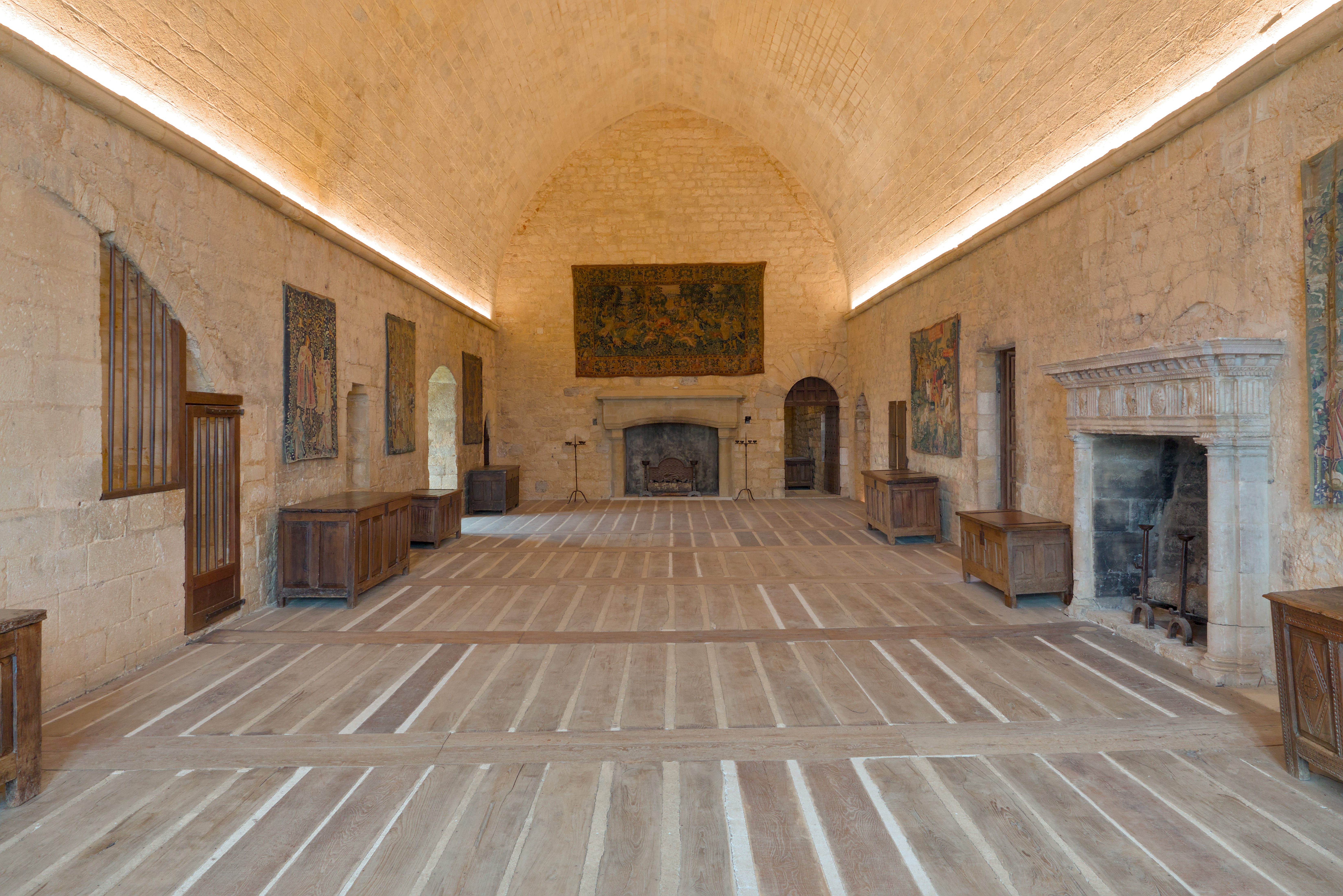
La Salle des États du Périgord du château de Beynac.

#### Patrimoine religieux
- Église Notre-Dame-de-l'Assomption de Beynac classée aux monuments historiques le 31 octobre 1912[94].
- Église Saint-Martial de Cazenac, inscrite aux monuments historiques le 6 décembre 1948[95].
- Tour de chevalier, dite tour du couvent de Beynac, construite au XIIIe siècle pour des seigneurs vassaux qui se sont installés dans le bourg, vestiges inscrits aux monuments historiques le 11 avril 1933[96].
- Ruines et sol de l'ancien couvent d'Abrillac classés aux monuments historiques le 5 décembre 1984[97].
- Croix discoïdale.

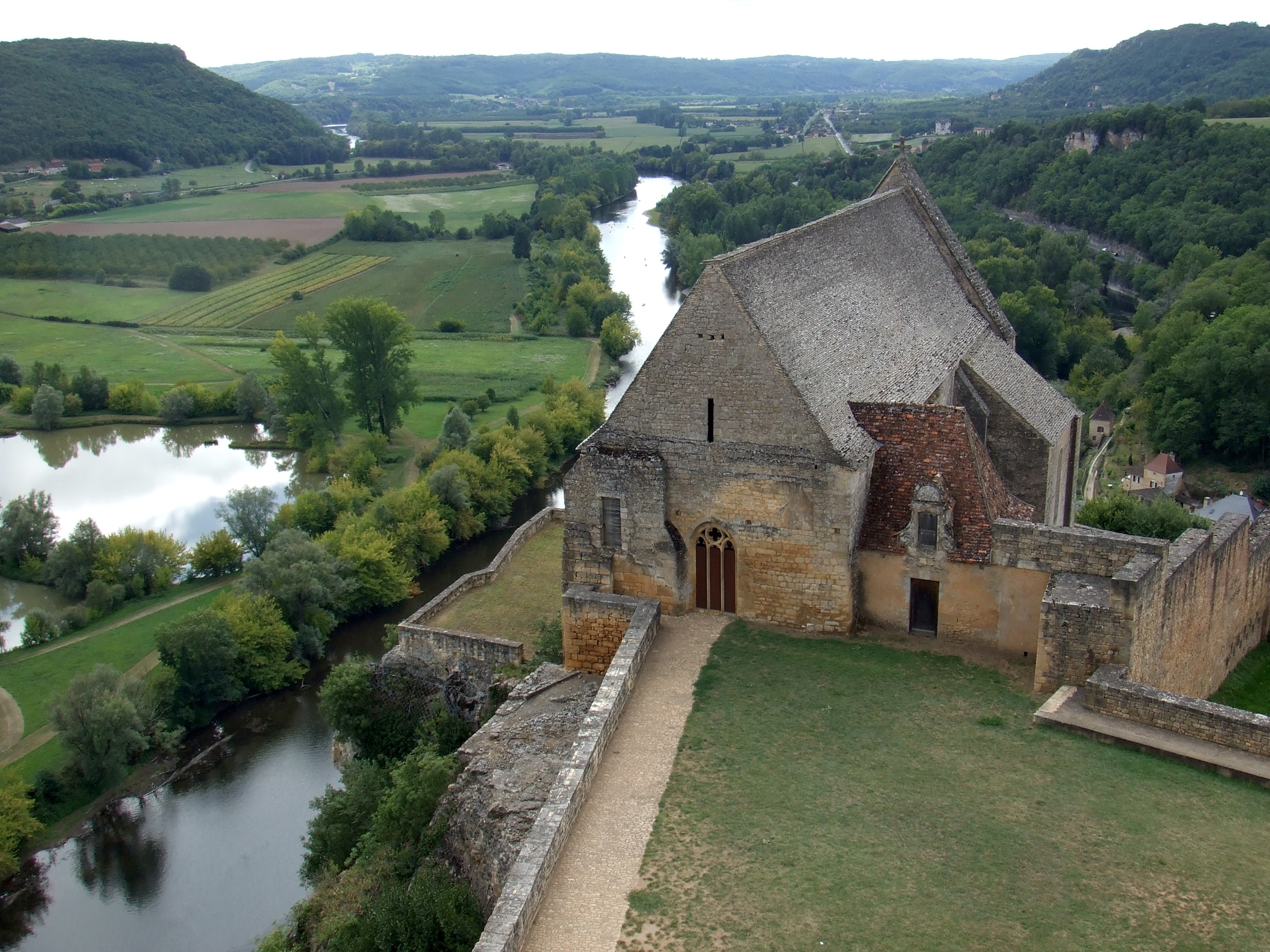
L'église de Beynac.
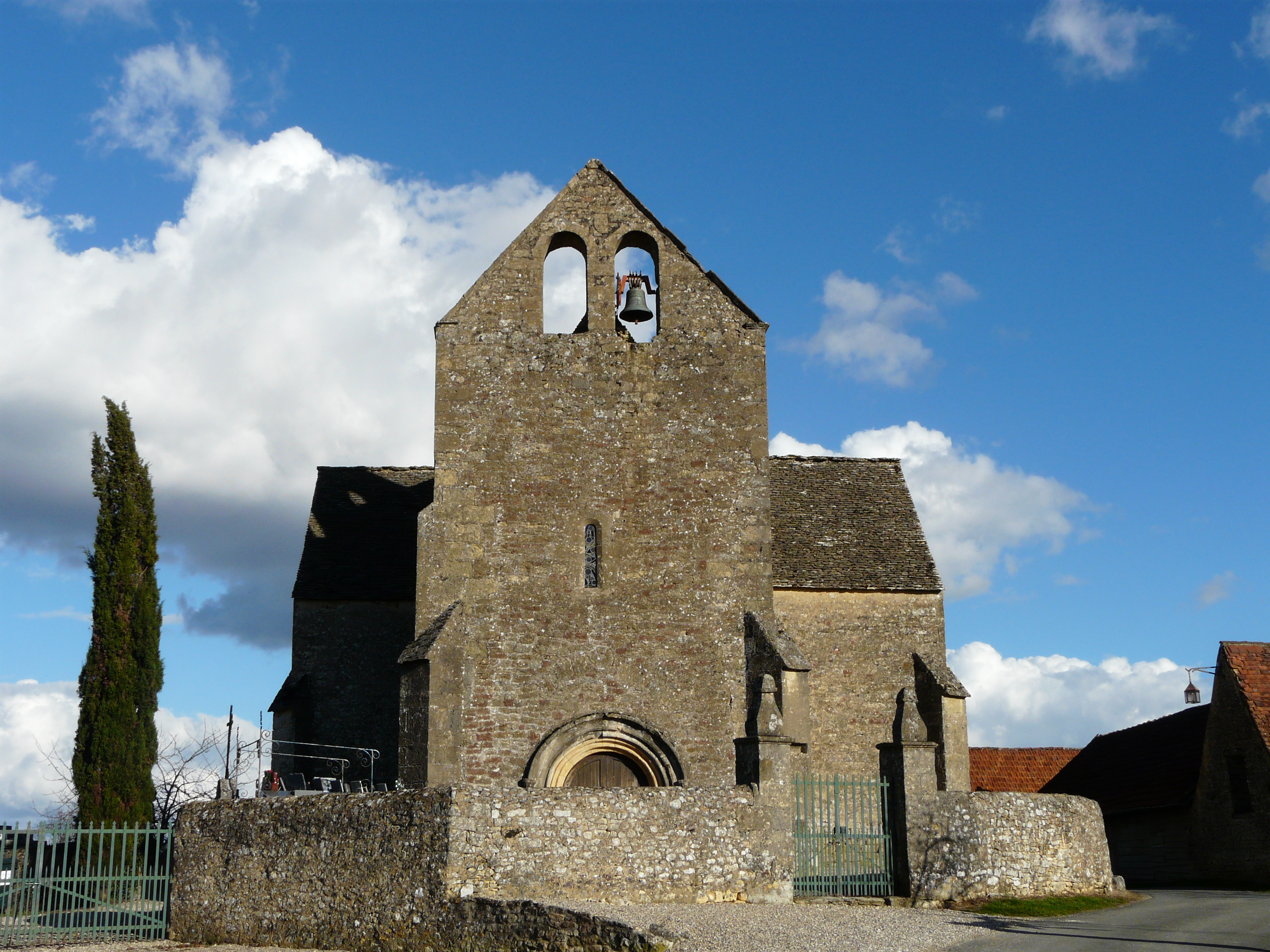
L'église de Cazenac.
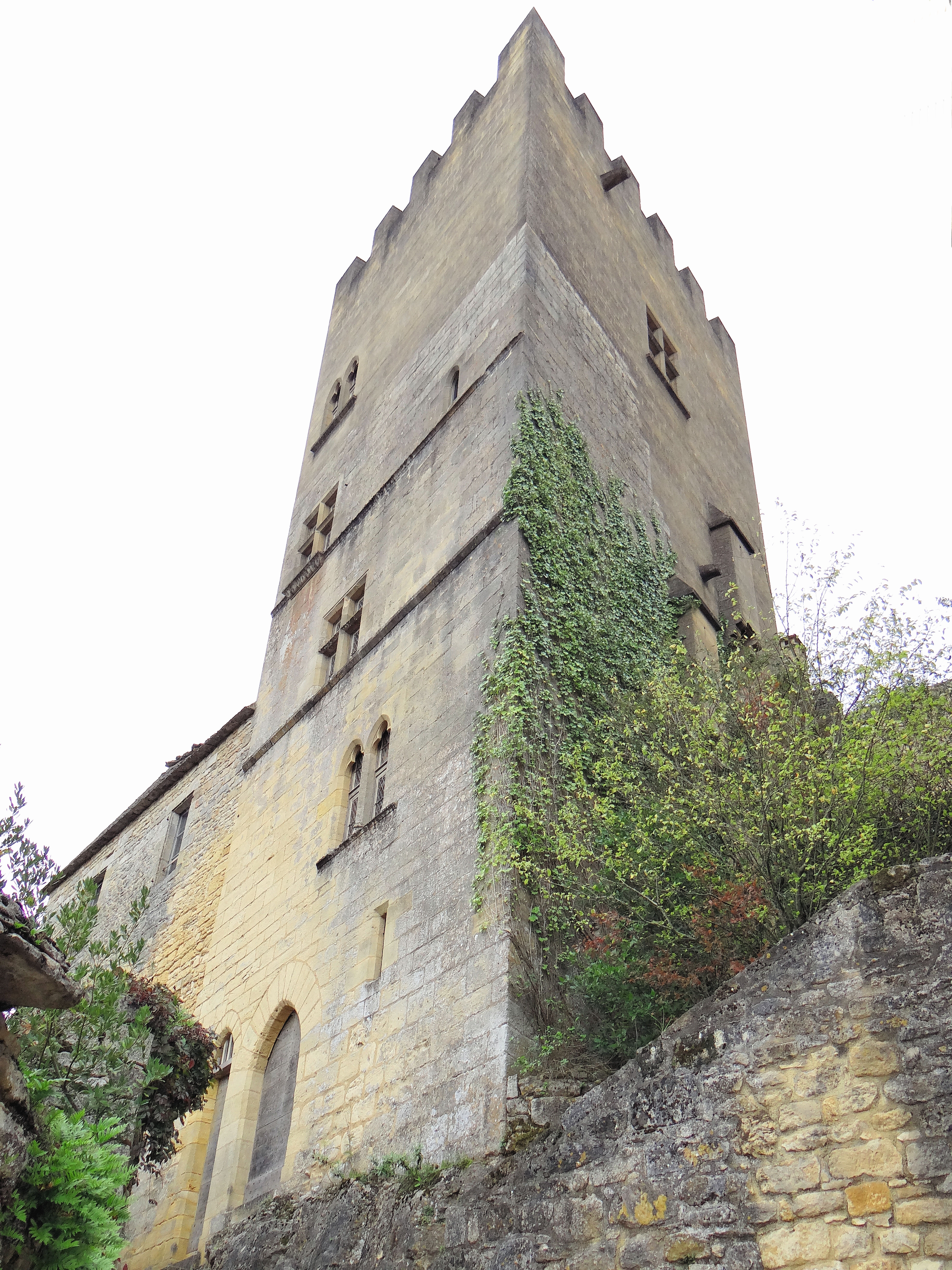
La tour dite du couvent.
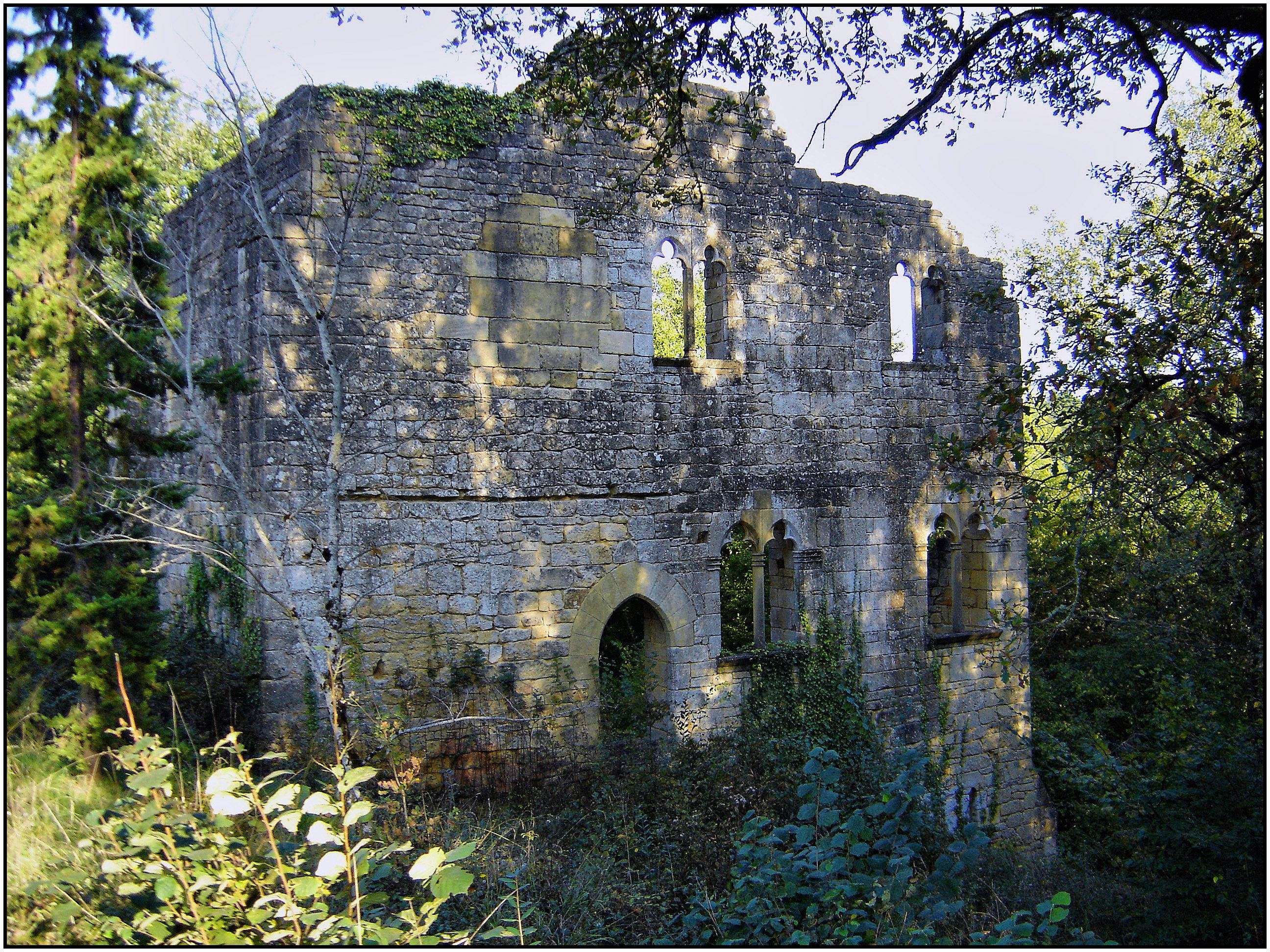
Les ruines du couvent d'Abrillac.
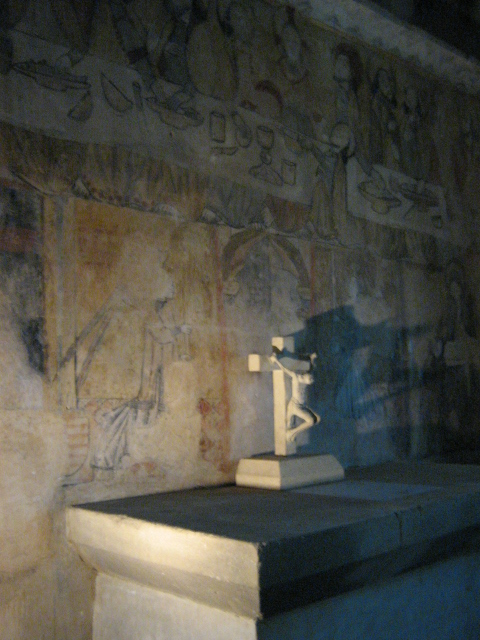
Chapelle dans le château.

### Personnalités liées à la commune
- Adhémar de Beynac, ou Adémar de Bénac (vers 1120-1194), seigneur de Beynac, mort peut-être en son château de Beynac.
- Mercadier est un guerrier aquitain du XIIe siècle, chef de routiers, au service de Richard Cœur de Lion qui lui a donné les terres de Beynac.
- Geoffroy Paul Louis Armand de Beaumont-Beynac (1857-1940) dit marquis de Beaumont-Beynac (titre de courtoisie)[75],[98], marquis de la Marthonie, comte du Repaire, comte de Laroque, propriétaire du château pendant près de 60 ans ; ce fut lui qui le restaura entièrement et qui lui redonna vie.
- Jean Trémoulet (1909-1944) est un coureur automobile français, mécanicien sur la commune.
- La « rue Tibal lo garrèl » rappelle le titre d'un roman de Louis Delluc (1894-1974), romancier qui habitait dans cette rue.

### Héraldique
| Armes de Beynac-et-Cazenac | Les armes de Beynac-et-Cazenac se blasonnent ainsi : « D'or à cinq burèles de gueules. » |

## Galerie de photos

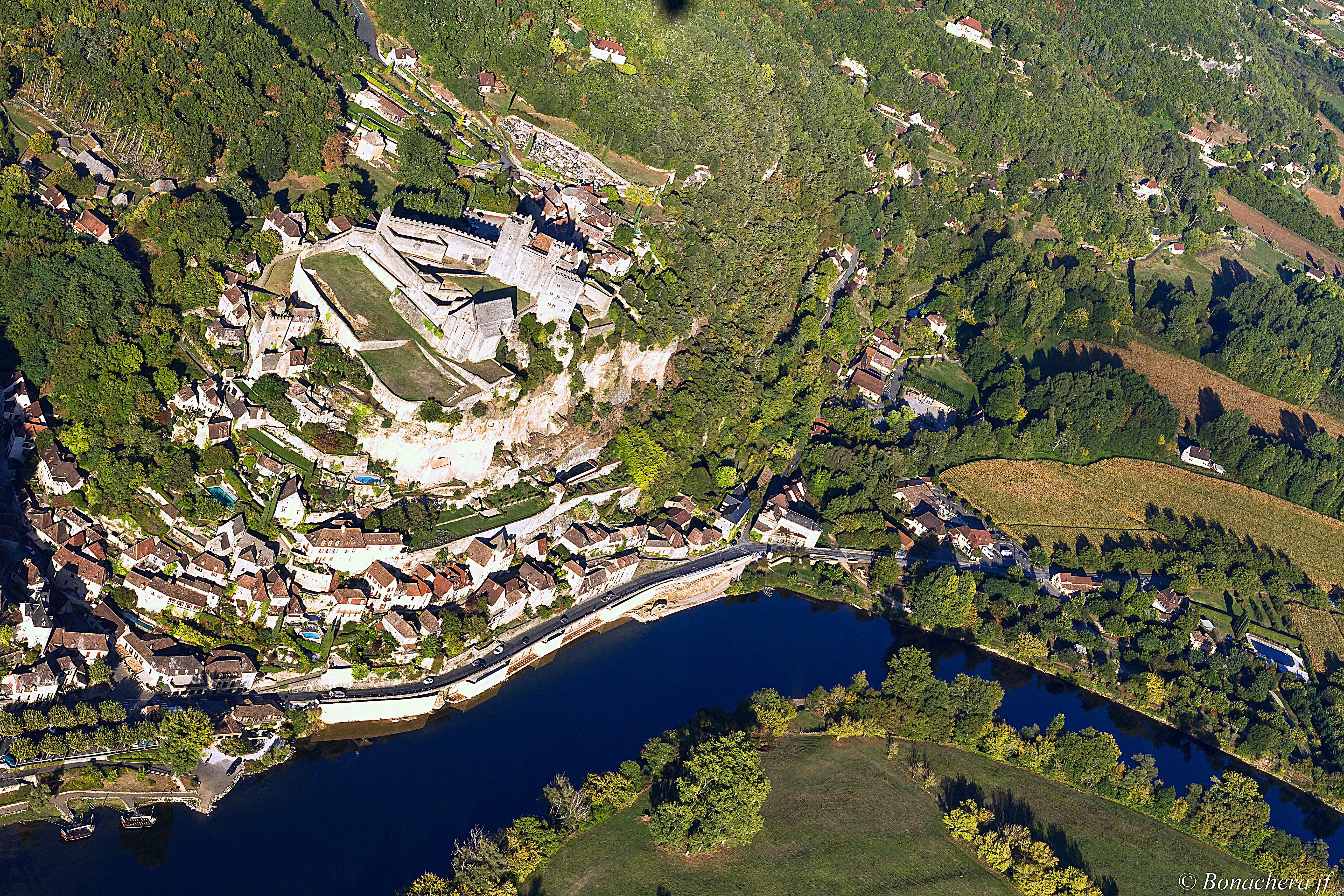
Beynac vue depuis une montgolfière.
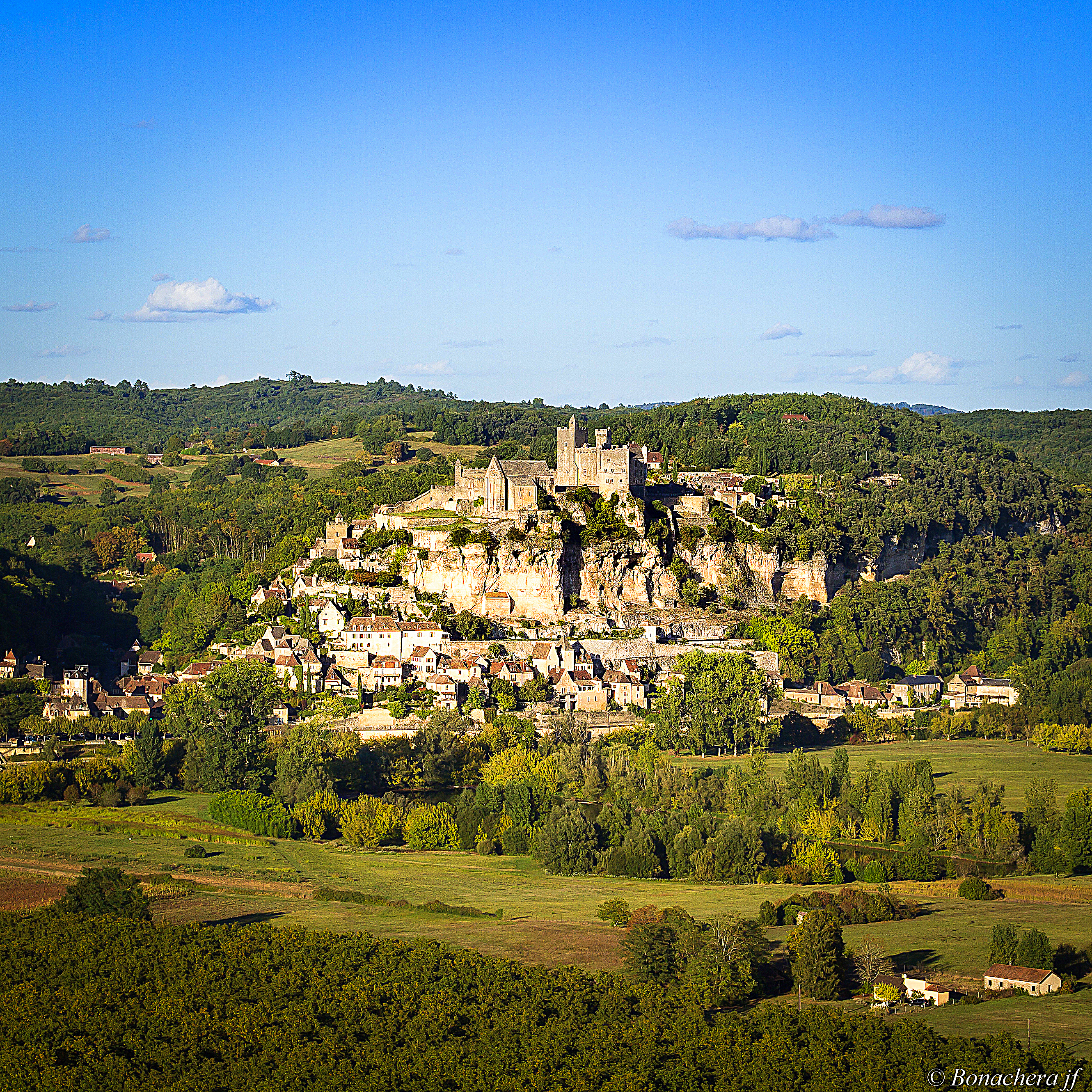
Beynac vue depuis une montgolfière.
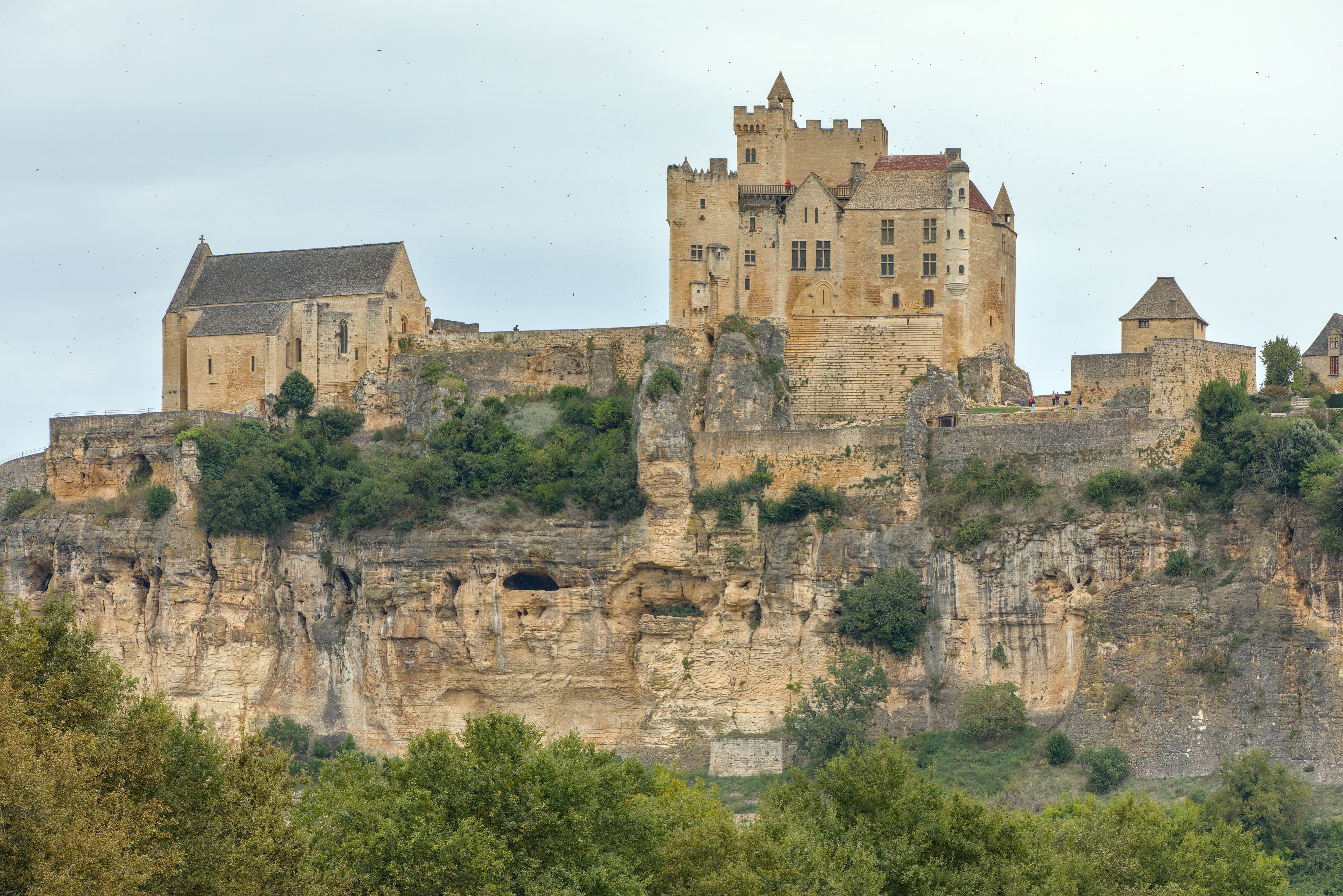
L'église et le château, au-dessus du village de Beynac.
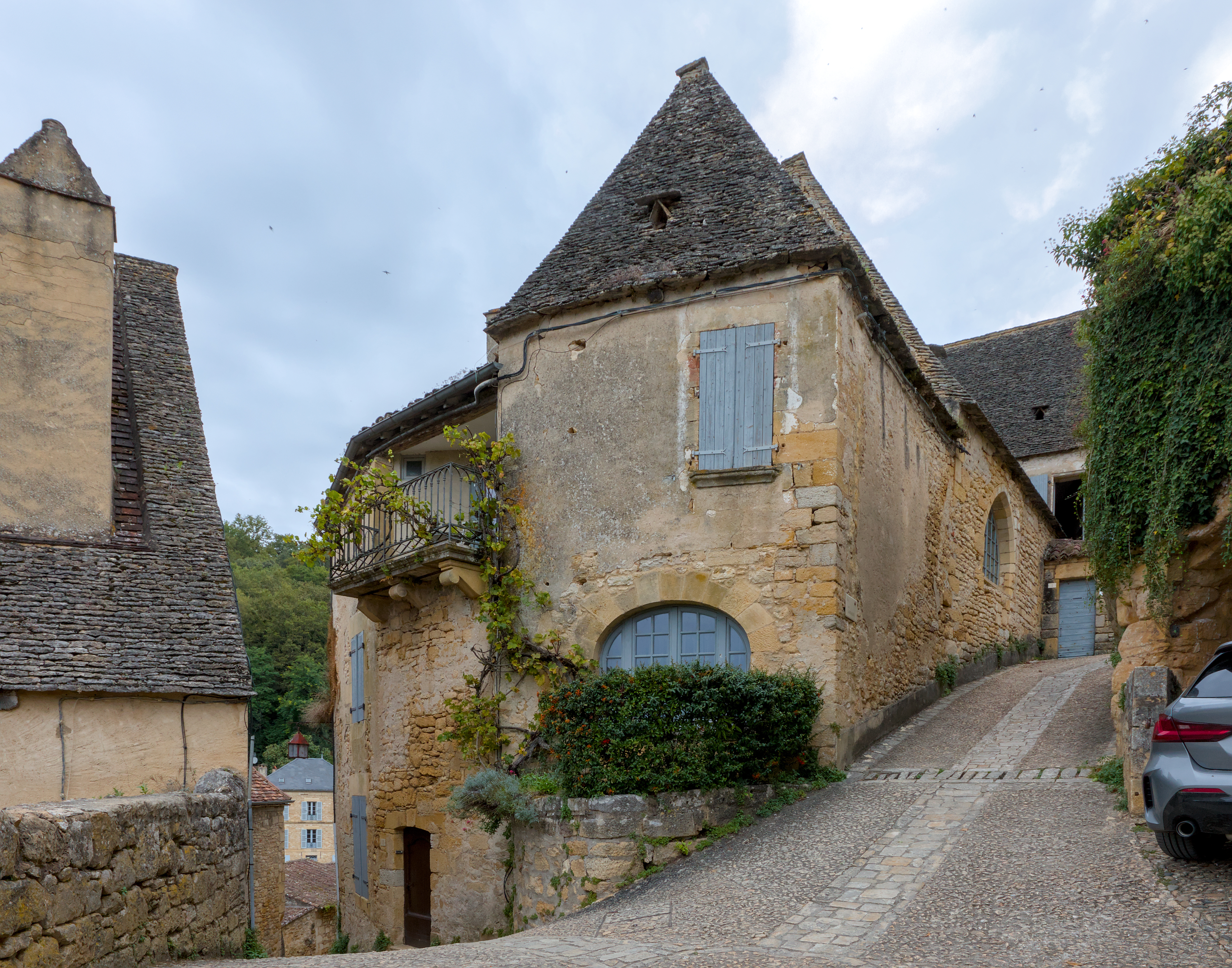
Ruelle qui permet de relier la ville basse au château.
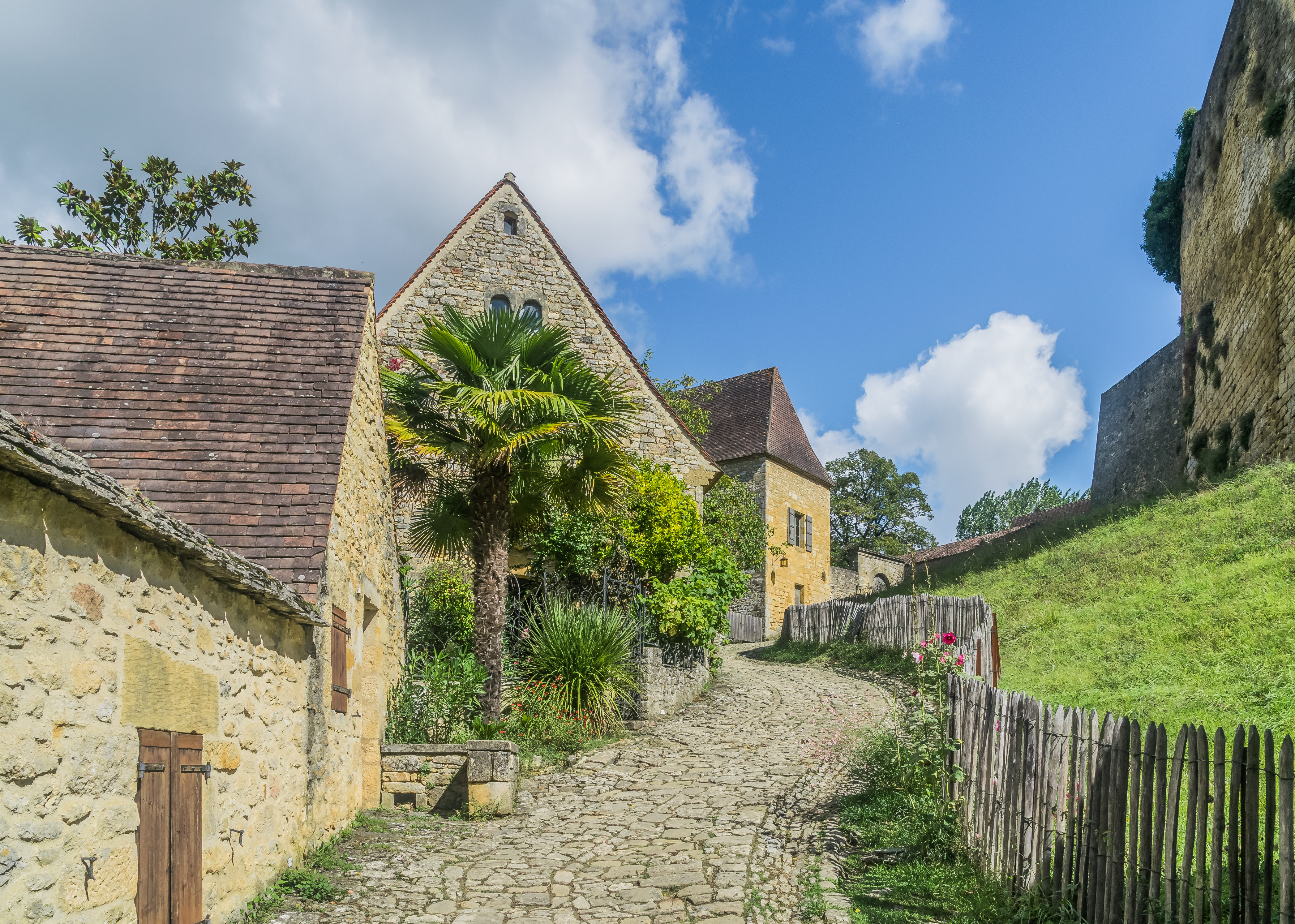
Idem.